# Bill Baird
William F. "Bill" Baird (nacido el 20 de junio de 1932) es un activista estadounidense proelección, fundador de la Pro Choice League (Liga Proelección). Estableció el primer centro nacional de referencia del aborto en 1964, y poco después el primer centro de control de natalidad y aborto en un campus en los Estados Unidos.
Es un pionero de los derechos reproductivos, llamado por algunos medios el "padre" del movimiento anticonceptivo y del derecho al aborto. Fue encarcelado ocho veces en cinco estados en la década de los 60 por dar conferencias sobre el aborto y el control de la natalidad. Se cree que Baird es el primer y único no abogado en la historia de Estados Unidos con tres victorias en la Corte Suprema.

## Biografía
Baird era director clínico de EMKO, una compañía farmacéutica que fabricaba productos contraceptivos, en 1963 mientras coordinaba una investigación en un hospital en New York presenció el fallecimiento de una joven que se había practicado un aborto casero ilegal, y a la que le fue negada asistencia por estar prohibido el control de natalidad en ese estado. Desde entonces inició su lucha por los derechos de la mujer al control de la natalidad y el aborto.
Fue enviado a la cárcel en Nueva York y Nueva Jersey por enseñar control de la natalidad y distribución de literatura relativa al aborto. El 7 de abril de 1967, Baird, padre de cuatro hijos, fue declarado "una amenaza para la sociedad" y condenado a tres meses de cárcel en Charles Street, Cambridge, Massachusetts por dar una lata de espuma anticonceptiva a una estudiante soltera durante una gira de conferencias acerca del control de la natalidad. Un año más tarde, Baird encabezó una manifestación frente a la tienda por departamentos Zayre's en Massachusetts, que vendía los anticonceptivos sin consecuencias jurídicas. Al poner de relieve la arbitrariedad de la aplicación de la ley, el activismo de Baird contribuyó a cambios profundos en la legislación, llevando eventualmente a un fallo del Tribunal Supremo que extendía el derecho a usar los anticonceptivos a todas las personas solteras.